# Igelbålen (naturreservat)
Igelbålen är ett naturreservat i Vingåkers kommun i Södermanlands län.
Området är naturskyddat sedan 1998 och är 18,5 hektar stort. Reservatet består av kärr, gungfly, hagmark och skog samt sjön Igelbålen.